# 兹纳缅卡村委员会
兹纳缅卡村委员会（俄语：Знаменский сельсовет）是俄罗斯联邦阿穆尔州罗姆内区所属的一个村委员会。其下辖有2个居民点，行政中心为兹纳缅卡。据2016年统计，该村委员会的人口为490人。